# Palaeothentes
El paleotente (Palaeothentes) es un mamífero marsupial de América del Sur que vivió durante el Mioceno.
Este pequeño animal, no más grande que una rata, poseía una especialización en los dientes, con incisivos largos. El paleotente pertenece a la superfamilia de Caenolestoidea, mamíferos marsupiales arcaicos que sobrevivieron con pocas especies hasta hoy. Entre las especies más famosas del género, para citar P. pascuali, de tamaño mínimo y peso no mayor a 13 gramos, y P. lemoinei . La dieta de estos animales podría incluir insectos y frutas. Probablemente  Palaeothentes  fue un excelente escalador.